# Cladonema californicum
Cladonema californicum är en nässeldjursart som beskrevs av Libbie Henrietta Hyman 1947. Cladonema californicum ingår i släktet Cladonema och familjen Cladonematidae. Inga underarter finns listade i Catalogue of Life.